# Trebišov
Trebišov és una ciutat d'Eslovàquia. Es troba a la regió de Košice, és capital del districte de Trebišov.

## Història
La primera referència escrita de la vila data del 1204. El 1254 el castell de Parič i la vila pertanyien al senyor Andronik de Trebišov.
L'any 1349, el rei d'Hongria Carles I feu donació del castell i de la senyoria de Trebišov, però el 1343 el feu fou de nou territori reial. El 1387 l'oferí al senyor Pere de Perín. La família Períny conservà el feu durant 180 anys. Després de la batalla de Mohács de 1526, Trebišov tornà a la família Drugeth.
La vila rebé privilegis el 1439. Aquests privilegis, emperò, eren limitats, Trebišov fou fins al Renaixement una petita vila vassalla. Entre el 1502 i el 1530, un convent de l'orde de Sant Pau s'instal·là a la vila i fou momentàniament propietari del feu al segle xvi. El 1630, cent anys després de la dissolució del convent, fou reconstruït en el marc de la Contrareforma. El castell de Parič resistí als assalts tàtars del 1566, però els exèrcits de Gabriel Bethlen el conqueriren el 1620 i el 1686, i finalment les tropes sota comandament d'Imre Thököly el destruïren.

## Demografia
| Godina             | 1994   | 2004   | 2014   | 2024   |
| ------------------ | ------ | ------ | ------ | ------ |
| Nombre de persones | 21.824 | 22.934 | 24.500 | 22.780 |
| Diferència         |        | +5,08% | +6,82% | −7,02% |

| Godina             | 2023   | 2024   |
| ------------------ | ------ | ------ |
| Nombre de persones | 22.812 | 22.780 |
| Diferència         |        | −0,14% |

## Ciutats agermanades
- Hodonín, República Txeca
- Kutná Hora, República Txeca
- Chełm, Polònia
- Jasło, Polònia